# Vritramimosaurus
Vritramimosaurus — вимерлий рід великого раннього архозавроморфа. Попри те, що спочатку їх віднесли до родини Prolacertidaeостанні дослідження спорідненості архозавроморфів сумніваються в достовірності родини, принаймні в найширшому сенсі. Скам'янілості були знайдені в ранньотріасових відкладеннях місцезнаходження Рассипная в Оренбурзькій області Росії. Розсипна розташована на Загальному Сирті, плато в європейській частині Росії, що тягнеться на південний захід від Уралу до річки Волги. Vritramimosaurus схожий на пізніший рід Malutinisuchus, також з Рассипної, але присутній у відкладеннях середнього тріасу. 